# پیاترا نئم
شهر پیاترا نئم (به رومانیایی: Piatra Neamţ) در شهرستان نئم در کشور رومانی واقع شده‌است. جمعیت این شهر ۱۰۵٬۴۹۹ نفر است. در ارتفاع ۳۴۵ متر از سطح دریا واقع شده‌است.

## نگارخانه

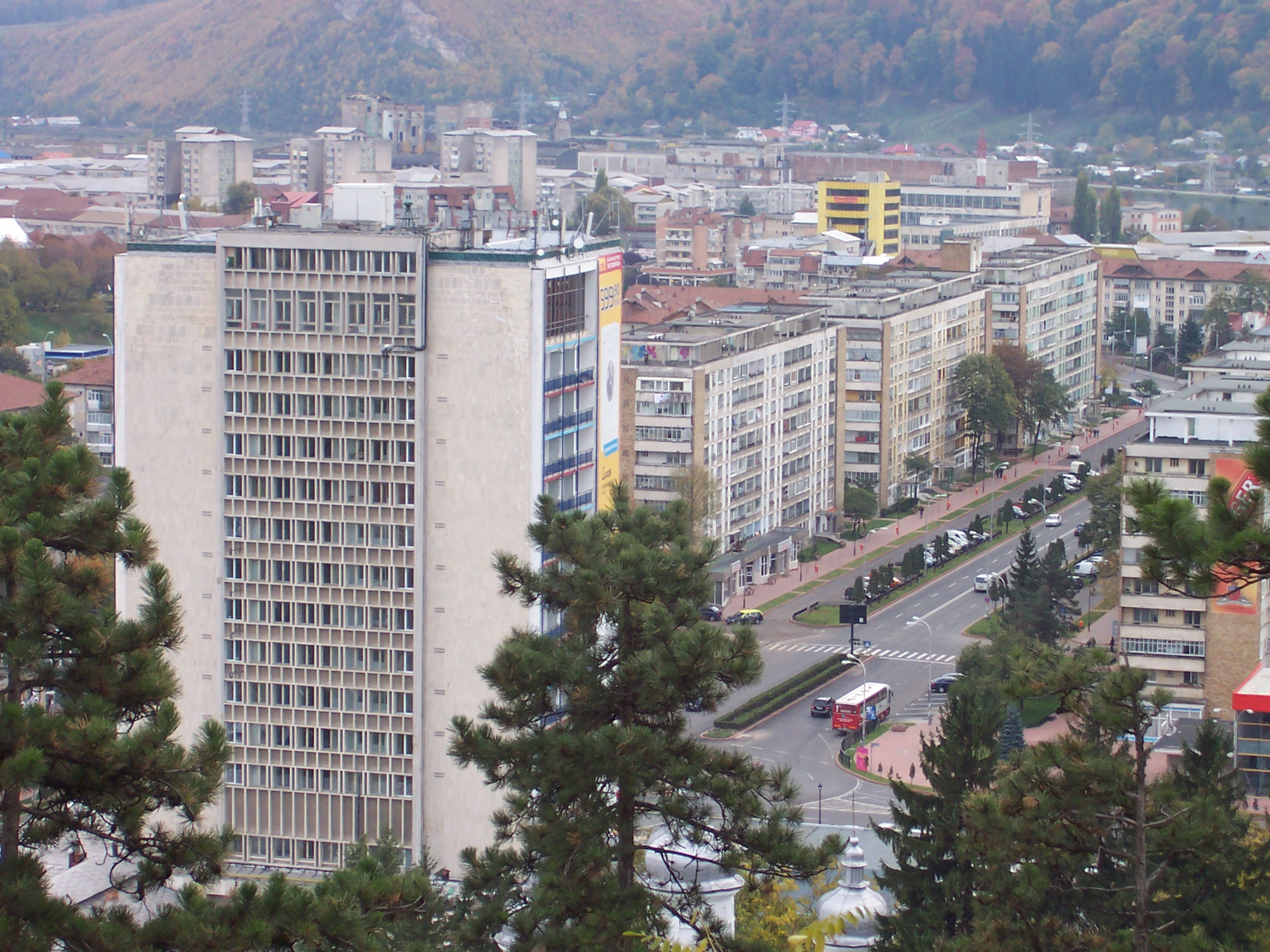
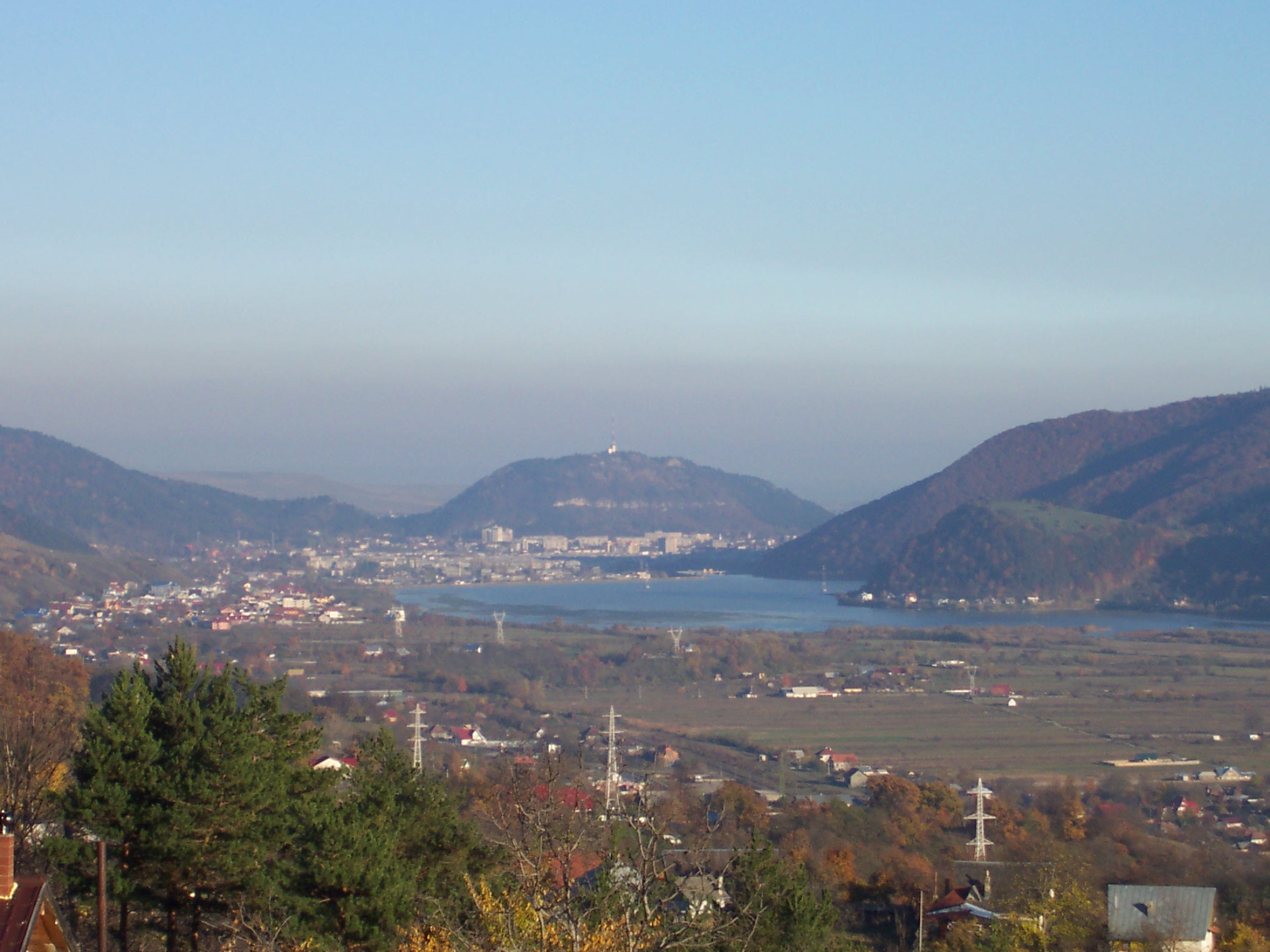
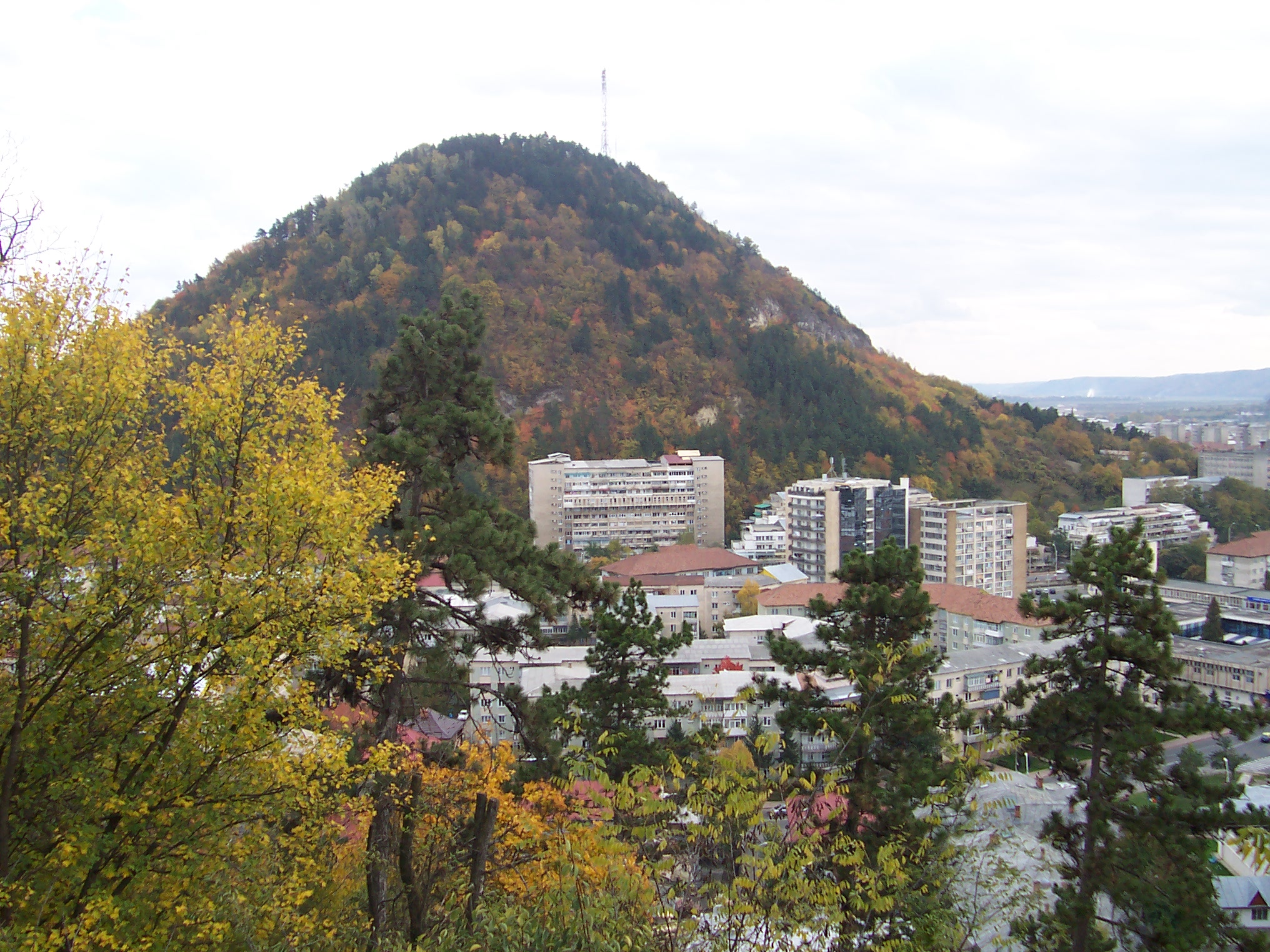